# Hamburger vegetariano
Un hamburger vegetariano o veggie burger è un impasto simile all'hamburger, ma che non contiene carne. L'impasto di un veggie burger può contenere proteine vegetali isolate, legumi, cereali, verdure, glutine di frumento, addensanti. Spesso gli hamburger vegetariani commercializzati vengono addizionati di vitamina B12.

## Storia
L'origine del nome veggie burger viene fatta risalire al 1982 ad opera del londinese Gregory Sams, che chiamò un hamburger vegetale VegeBurger. Sams e suo fratello Craig aprirono un ristorante vegetariano a Paddington negli anni sessanta. Un ipermercato Carrefour, a Southampton, ha venduto 2000 confezioni di veggie burger nelle prime tre settimane dopo il lancio.

## Nei fast food
- India: In luoghi come l'India dove il vegetarismo è diffuso, McDonald's e KFC (Kentucky Fried Chicken) servono veggie burger.[3][4].
- Germania e Austria:  Dal febbraio 2010 nei McDonald's della Germania, il quarto più grande mercato della catena di fast food, vengono serviti veggie burger.[5][6]
- Bahrein: Diversi tipi di veggie burger sono nel menù fisso dei McDonald's del Bahrain,[7]
- Canada: I veggie burger sono prodotti dalla Yves Veggie Cuisine e forniti in esclusiva a McDonald's[8].
- Dubai[9].
- Egitto: Prende il nome di McFalafel, e consiste in un pasticcio di falafel con pomodoro, lattuga e salsa tahini[10][11].
- Grecia: Prende il nome di McVeggie, e consiste in un pasticcio di vegetali fritti e impanati con pomodori, lattuga icerberg e ketchup, il tutto in un panino al sesamo[12].
- Malaysia[13].
- Paesi Bassi: Groenteburger (Burger vegetale)[14].
- Svezia: McGarden[7][15].
- Svizzera: Vegi Mac[7][15][16].
- Regno Unito: Veggie Deluxe[17]

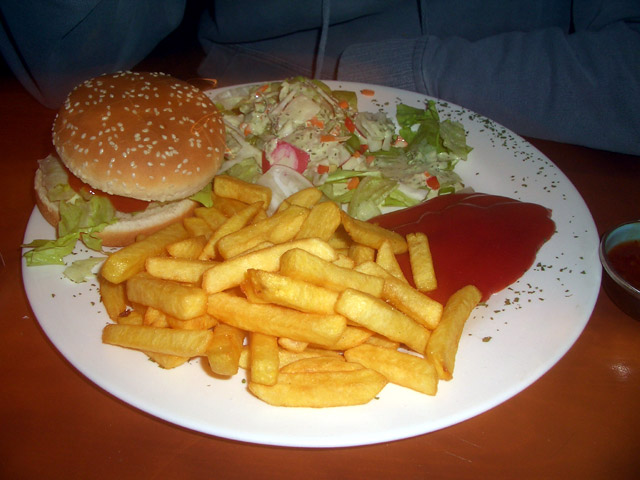
Veggie burger con patate fritte e insalata

- USA: Dall'aprile 2005 i veggie burger vengono serviti da Burger King e dal suo franchising Hungry Jack's,[18], da Subways, da Harvey's e da altre catene di ristoranti e fast food, come Red Robin, Chilis, Denny's, Johnny Rockets, Ruby Tuesday's, e Hard Rock Cafe.
- Italia: La Subway commercializza un veggie burger dal nome La specialità vegetariana.[19] Dal 2021 Burger King serve il plant-based whopper anche in Italia.

## Nei supermercati
Veggie burger precotti sono venduti anche nei supermercati di tutto il mondo. In Italia i veggie burger sono commercializzati in quasi tutti i supermercati.